# Adolf Lindfors (brottare)
Adolf Valentin Lindfors, född 8 februari 1879 i Borgå, död 5 maj 1959 i Borgå, var en finlandssvensk brottare som vann olympiskt guld i grekisk-romersk stil i tungviktsklassen under de olympiska sommarspelen i Antwerpen 1920.
Lindfors var 177 cm lång och vägde 96 kg under sin aktiva brottningskarriär. Han deltog även som brottare under 1912 års olympiska sommarspel i Stockholm men fick ingen placering på grund av skada.
Lindfors tävlade för hemmaklubben Porvoon Akilles i Borgå (Porvoo) i Finland, en klubb som han själv grundade 1902 och var ordförande för åren 1902–1912.